# Honda FCX

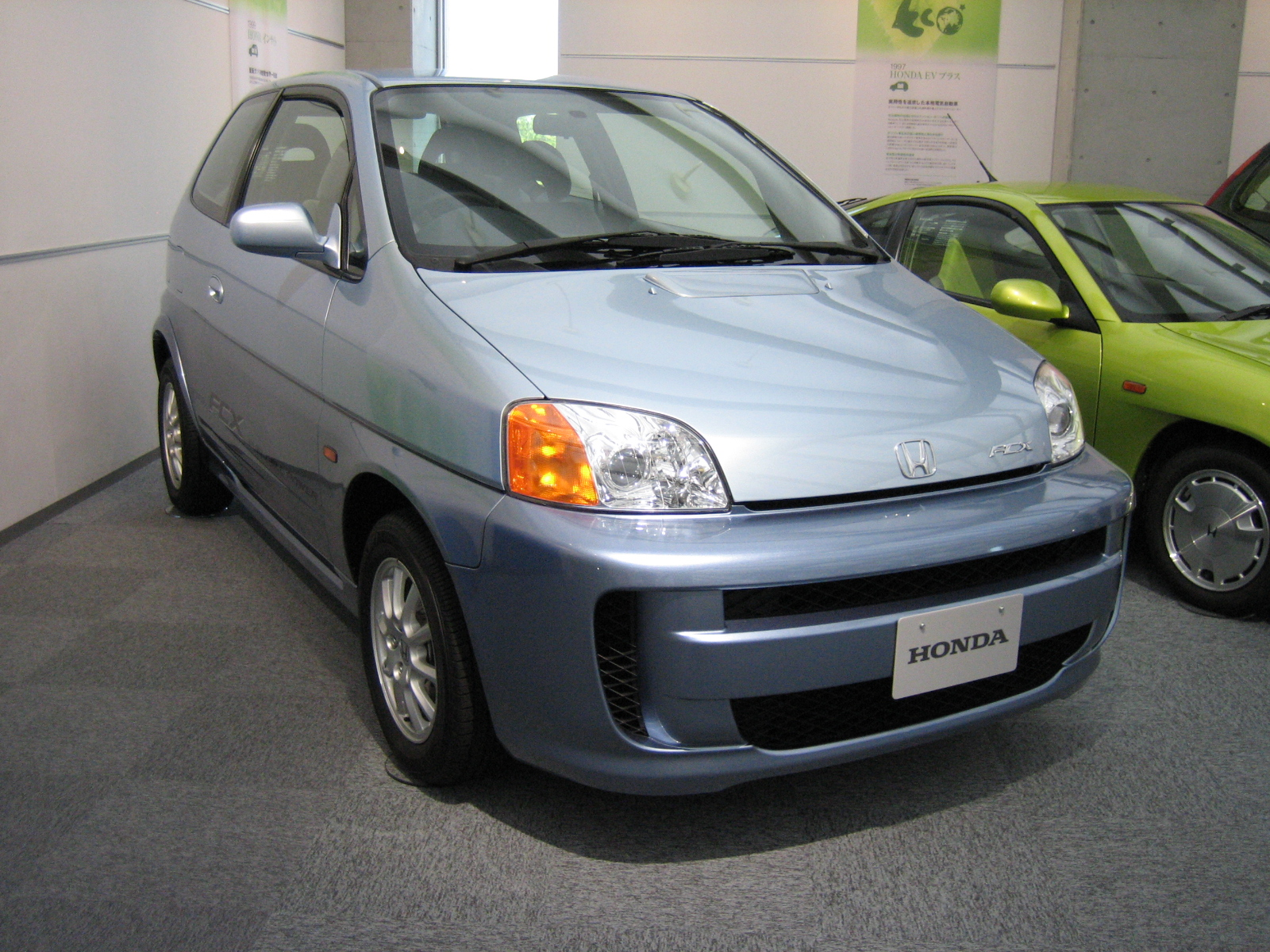
HONDA FCX（1st）

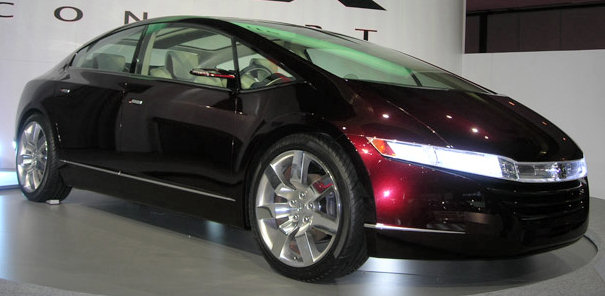
Honda FCX på bilutställning i Kuala Lumpur år 2006

Honda FCX (där FCX förmodligen skall utläsas Fuel Cell eXperimental) är en miljöbil av den japanska biltillverkaren Honda som drivs av vätgas som ger elektricitet genom omvandling i en bränslecell. Den uppges vara mycket tystgående. Tre årsmodeller finns 1999, 2005 och 2007. För närvarande körs ett litet antal av bilen i ett test i USA. 2007 års modell är en produktionsmodell, som enligt plan kommer att vara kommersiellt tillgänglig om ett några år.

## 2007 år modell
På 2006 års bilmässa i Detroit tillkännagav Honda att de har för avsikt att göra en produktionsversion av den konceptbil de visade på motormässan i Tokyo år 2005. Den nya modellen visades på hösten 2006. Den förbättrade 4-dörrars sedanversionen har ett futuristiskt utseende och med fokus på komfort och inre utrymme. Den har ett mycket större innerutrymme än tidigare årsmodeller med en tilltalande mix av plast, trä och läder. Produktion planeras starta under 2008 i Japan och USA.[uppföljning saknas] Produktionsversionen kommer att i hög grad liknar konceptbilen.
Enligt Honda så är den nya bränslecellen 20% mindre, 30% lättare och har större effekt, 100 kW (129 hk). Den nya kraftaggregatet är 180 kg lättare, 40% mindre i volym och har en c:a tre gånger så hög effektivitet än de flesta förbränningsmotorer har och dubbelt så hög som flertalet hybridbilar och 20% bättre än föregående generation av FCX.
Den nya konceptbilen utnyttjar tre elmotorer, en som driver framhjulen med effekt upp till 80 kW samt två mindre elmotorer med vardera maximalt 25 kW och som driver varsitt bakhjul. Bilen blir därigenom fyrhjulsdriven. Bilens maximala hastighet är 160 km/h.
Den nya FCX-modellen uppvisar flera nyheter. Den nya bränslecellen kan arbeta vid temperaturer så låga som -30C genom att gasen får flöda vertikalt i bränslecellen. Bränsletanken kan innehålla upp till 171 liter vätgas vid ett tryck på 350 atmosfärer tack vare att nya vätgasarbsorptionsmaterial används. Härigenom blir bilens räckvidd upp till 57 mil. Honda har också utvecklat möjlighet att producera vätgas både i anläggningar som kan användas av privatpersoner och på bensinstationer.